# Magical Fiction
「Magical Fiction」（マジカル・フィクション）は、チャットモンチーの19枚目のシングル。2017年4月5日にKi/oon Musicより発売された。

## 概要
- 前作『majority blues／消えない星』より5ヶ月ぶり。
片A面シングルとしては『コンビニエンスハネムーン』以来4年8ヶ月ぶりとなる。
- CDジャケットは大川久志の手による。[1]
- 初回限定盤／通常盤／完全生産限定盤の3形態で発売。完全盤はチャットモンチー初の7インチレコードでの発売となった。
- 次作『I Laugh You』はデジタル配信限定、次々作『たったさっきから3000年までの話』はLPレコードのみでの発売となったため、今作がチャットモンチーの最後のCDシングルとなった。

## 収録曲
- 全編曲：橋本絵莉子・福岡晃子

### 通常盤
| #         | タイトル                 | 作詞                           | 作曲                           | 時間  |
| --------- | ------------------------ | ------------------------------ | ------------------------------ | ----- |
| 1.        | 「Magical Fiction」      | 福岡晃子                       | チャットモンチー               | 4：18 |
| 2.        | 「ほとんどチョコレート」 | 福岡晃子                       | チャットモンチー               | 4：13 |
| 3.        | 「かわいいひと」         | トータス松本・ウルフルケイスケ | トータス松本・ウルフルケイスケ | 4：34 |
| 合計時間: | 合計時間:                | 合計時間:                      | 合計時間:                      | 13:06 |

### 初回盤
| #         | タイトル                 | 作詞                           | 作曲                           | 時間  |
| --------- | ------------------------ | ------------------------------ | ------------------------------ | ----- |
| 1.        | 「Magical Fiction」      | 福岡晃子                       | チャットモンチー               | 4：18 |
| 2.        | 「ほとんどチョコレート」 | 福岡晃子                       | チャットモンチー               | 4：13 |
| 3.        | 「かわいいひと」         | トータス松本・ウルフルケイスケ | トータス松本・ウルフルケイスケ | 4：34 |
| 4.        | 「やさしさ -seb remix-」 | 橋本絵莉子                     | 橋本絵莉子                     | 4：36 |
| 合計時間: | 合計時間:                | 合計時間:                      | 合計時間:                      | 17:43 |

### 完全生産限定盤
| #         | タイトル                 | 作詞       | 作曲             | 時間  |
| --------- | ------------------------ | ---------- | ---------------- | ----- |
| 1.        | 「Magical Fiction」      | 福岡晃子   | チャットモンチー | 4：18 |
| 2.        | 「やさしさ -seb remix-」 | 橋本絵莉子 | 橋本絵莉子       | 4：36 |
| 合計時間: | 合計時間:                | 合計時間:  | 合計時間:        | 8:55  |

## 楽曲解説
Magical Fiction
- 80’sテイストを意識したダンスナンバー。福岡は「年末にお笑い番組を観ながら作詞した」と語っている。[2]
- PV監督は『テルマエ・ロマン』以来5年ぶりに福居英晃が担当。お笑い芸人のテツandトモが出演しており、橋本が彼らのファンであったことから共演が実現した。
また、テツ・トモのジャージに入っているワッペンも、チャットモンチー仕様の特注品となっている。[3]

ほとんどチョコレート
- 2011年に1回だけライブで披露した曲を現在の体制でアレンジしなおし、歌詞も大幅に書き直して収録。

かわいいひと
- ウルフルズのカバーナンバー。2017年2月に発売されたウルフルズのトリビュートアルバムにも収録されていた。
- 阿波踊りのテイストを盛り込んだ曲になっている。

やさしさ -seb remix-
- チャットモンチーのサポートメンバーであったsebuhirokoによるリミックス。

## 収録アルバム
- BEST MONCHY 1 -Listening- (#1, 通常版・初回盤#3, 完全生産限定盤#2)